# Adaptation And Evolution in Collective Systems
Adaptation And Evolution In Collective Systems: é uma obra de Akira Namatame que fornece uma ampla introdução ao assunto fascinante dos sistemas coletivos de muitos indivíduos com agentes de adaptação e evolução. A cobertura inclui sistemas teóricos de jogos, sistemas multiagentes e sistemas socioeconômicos em larga escala de agentes otimizadores individuais.

## Prefácio
Pensa-se que as formigas em uma colônia de formigas, elas não sabem exatamente como e onde a colônia de formigas deve ser construída. Cada formiga tem certas coisas que faz em associação coordenada com outras formigas, mas nenhuma formiga projeta a colônia. Como a colônia de formigas trabalha coletivamente da maneira produtiva, permanece um mistério. No entanto, uma pista importante para a resposta a essa pergunta pode ser encontrada observando as interações entre formigas. Muitos organismos formam coletivos que afetam fortemente o comportamento dos indivíduos. Exemplos familiares incluem o comportamento de escolarização dos peixes e o comportamento de flocagem dos pássaros. O comportamento coletivo emerge das características dos indivíduos. Os coletivos emergem de características relativamente simples dos indivíduos, e essas características dão origem a comportamentos individuais que formam o coletivo. Os coletivos podem ser tratados como um nível adicional de organização entre o indivíduo e a população. Durante a última década, foram feitas tentativas para desenvolver algum entendimento geral e, finalmente, uma teoria de sistemas que consistem em agentes interagindo. É comum chamar esses sistemas de sistemas coletivos porque é difícil reduzir o comportamento agregado a um conjunto de propriedades que caracterizam os componentes individuais. As interações produzem propriedades no nível agregado que simplesmente não estão presentes quando os componentes são considerados individualmente. Em seu livro, intitulado The Wisdom of Crowds, Surowiecki (2004) explora uma idéia que tem implicações profundas. Uma grande coleção de pessoas é mais esperta do que uma elite de poucos, por mais brilhantes que sejam e melhores em resolver problemas, promovendo a inovação, tomando decisões sábias e até prevendo o futuro. Sua noção contra-intuitiva, em vez da psicologia de multidão, como tradicionalmente entendida, sugere novas idéias sobre a organização de atividades econômicas e sociais complexas. Ele explica que a sabedoria das multidões surge apenas nas condições corretas, que são (1) diversidade, (2) independência, (3) descentralização e (4) agregação. Por outro lado, o fato de que o comportamento egoísta pode não atingir eficiência total foi bem relatado na literatura. Recentes esforços de pesquisa concentraram-se em quantificar a perda de desempenho do sistema devido a comportamentos egoístas e descoordenados. O grau de perda de eficiência é conhecido como preço da anarquia. Precisamos projetar sistemas para que comportamentos individuais egoístas não precisem degradar o desempenho do sistema. Neste livro, um sistema coletivo, ou simplesmente um coletivo, é modelado como uma coleção de entidades autônomas de tomada de decisão, chamadas agentes. Um coletivo refere-se a qualquer sistema complexo de agentes interagindo, juntamente com medidas de desempenho pelas quais podemos classificar o comportamento de todo o sistema. Os sistemas coletivos incluem uma coleção de agentes diversos e mutuamente adaptáveis que buscam interesses variados e muitas vezes conflitantes. Os sistemas coletivos estão situados entre alguns agentes nos sistemas teóricos dos jogos, algumas centenas de agentes nos sistemas multiagentes e uma escala maior de agentes nos sistemas econômicos e sociais típicos. A missão da evolução coletiva é aproveitar os sistemas coletivos de agentes egoístas e servir para garantir um relacionamento sustentável de uma maneira possível, para que propriedades desejáveis possam emergir como inteligência coletiva. De particular interesse é a questão de como as interações sociais podem ser reestruturadas para que os agentes sejam livres para escolher suas próprias ações, evitando os resultados que nenhum deles teria escolhido. A dinâmica darwiniana baseada em mutação e seleção forma o núcleo dos modelos de evolução na natureza. A evolução através da seleção natural é entendida como implicando melhoria e progresso. Se várias populações de espécies se adaptam, o resultado é um processo co-evolutivo. O problema a ser enfrentado na co-evolução baseada no paradigma darwiniano, no entanto, é a possibilidade de uma corrida armamentista escalada sem fim. As espécies concorrentes podem se adaptar continuamente entre si de maneiras cada vez mais especializadas, nunca se estabilizando com um resultado desejável. Em biologia, o gene é uma melhor unidade de seleção pela qual representar indivíduos. No entanto, espera-se que o processo evolutivo coletivo leve os agentes a uma adaptação e evolução cada vez mais refinadas, resultando em regras comportamentais sofisticadas. A persistência e sustentabilidade do sistema coletivo, por sua vez, depende de sua persistente evolução coletiva. Em breve, os desenvolvimentos de hardware possibilitarão a construção de modelos em larga escala, por exemplo, modelos que contêm de um a 100 milhões de agentes. Argumentou-se que o principal impedimento para a criação de agentes empiricamente relevantes nessa escala é a nossa atual falta de compreensão do comportamento realista dos agentes. Esse gargalo, ou seja, quais regras escrever para os agentes, é o principal desafio que a comunidade de pesquisa de agentes enfrenta.

## Conteúdo
A distribuição do conteúdo é realizada por partes. Cada parte dispõe de capítulos relacionados ao tema descrito no título da parte. Essa forma de estruturação facilita o entendimento do tema entre leitores que não dominam o assunto abordado:
1. Introduction to Collective Systems
  1. Collective Outcomes of Interacting Agents
  2. The Study of Collective Systems
  3. The Price of Anarchy in Collective Systems
    1. Collection action with strategic compatibility
    2. Collection action with strategic complementarity

  4. Review of the Literature
  5. Evolutionary Design of Desired Collective Systems
  6. Outline of the Book
2. Introduction to Game Theory and Evolutionary Games
  1. Classification of Games and Nash Equilibrium
  2. Correlated Equilibrium
  3. Interaction Structures
  4. Learning in Games
  5. Evolutionary Games
  6. Relation between Learning and Evolution
  7. Design of Learning and Evolving Agents
3. Social Interactions and Social Games
  1. Social Interactions with Externalities
  2. Binary Decisions with Externalities
  3. Decomposition to Pair-wise Interactions
  4. Compound Social Games
  5. Nash Equilibrium and Collective Efficiency
  6. Conflict Resolution between Collective Efficiency and Equity
4. Micro-Macro Dynamics
  1. A Threshold Model for Dealing with Heterogeneity in Agents
  2. A Micro-Macro Loop
  3. Two Facets of an Individual's Decision: Purposive and Contingent Decisions
  4. Micro-Macro Dynamics within a Collective
  5. Micro-Macro Loop between Two Collectives
  6. Micro-Macro Dynamics between Two Collectives
5. Knowledge Transaction Games
  1. Merit of Knowledge Sharing
  2. A Formulation of Knowledge Transaction Games
  3. Characteristics of Knowledge Transaction
  4. Repeated Knowledge Transaction
  5. Knowledge Transaction by Multiple Agents
  6. The Knowledge Accumulation Process as a Micro-Macro Loop
6. Gains from Diversity
  1. Identity and Diversity
  2. Integration and Segregation
  3. Global and Local Adaptation Models
  4. Threshold Distributions and Locating Heterogeneous Agents
  5. Performance Measures
  6. Evaluation of Collective Adaptive Dynamics
7. Selective Interaction and Reinforcement of Preference
  1. Selective Interaction in Games
  2. Evolution of Preference
  3. Social Games with Neighbor Selection
  4. PreferenceReinforcement through Selective Interaction
  5. Coexistence of Conformists and Nonconformists
  6. Development of Preference through Interaction
8. Give-and-Take in Social Interaction
  1. Social Interaction with the Logic of the Minority
  2. Formalisms of Dispersion Games
  3. The Price of Anarchy of Uncoordinated Collective Decisions
  4. Learning Models in Dispersion Games
  5. The Principle of Give-and-Take in Dispersion Games
  6. Localized Dispersion Games and Emergence of Dynamic Orders in Harmony
  7. Interpretation of the Principle of Give-and-Take
9. Collective Evolution of Behavioral Rules
  1. Repeated Interactions on Social Networks
  2. Repeated Interactions with Bounded Memory
  3. A Strategy Choice with a Coupling Rule
  4. Iterated Prisoner's Dilemma Games on Social Networks
  5. Iterated Coordination Games on Social Networks
  6. Iterated Hawk-Dove Games on Social Networks
  7. Sustainable Coupling Rules
10. Collective Evolution of Synchronized Behavioral Rules
  1. Dispersion Games on Social Networks
  2. Generalized Rock-Scissors-Paper Games
  3. A Coupling Rule with a Memory of Two
  4. A Coupling Rule with a Memory of Four
  5. Effects of Implementation Error in Collective Evolution
  6. From Co-evolution to Collective Evolution

## Autor
Akira Namatame é professor e pesquisador do departamento de Ciência da Computação da Academia de Defesa Nacional do Japão, situada em Yokosuka, Japão. Suas áreas de pesquisas são em Multi-agentes, Teoria de Jogos, Evolução e Aprendizado, Redes complexas, Ciências econômicas com interação de agentes e Ciência de coletivos.

## Artigos Citados
Esses são alguns artigos que citam o livro de Namatame:
1. Abstract: "Na chamada era da explosão da informação, a quantidade astronômica de informações é produzida onipresentemente e armazenada digitalmente. Está ficando cada vez mais conveniente para trabalhos cooperativos no sentido de compartilhamento de informações. Os sistemas de agregação de informações estão amplamente disponíveis e os mecanismos de pesquisa são as ferramentas mais úteis para encontrar recursos na Internet. No entanto, o uso da informação não é suficiente para trabalhos cooperativos, como a tomada de decisão. Isso ocorre em parte porque, à medida que os sistemas aumentam, as partes interessadas dos sistemas aumentam e elas estão no Asymmetric Information Environment (AIE). Nós não compartilhamos tudo na rede. Neste artigo, apresentamos a importância do design de sistemas orientados à AIE para trabalhos cooperativos usando simulações e análises geoespaciais no modelo de evacuação de desastres com múltiplos agentes. Como resultado, usando pequenos dados como informações de posicionamento e status dos agentes, podemos visualizar as situações e tomar ações efetivas para trabalhos cooperativos na AIE. Técnicas de comunicação na AIE, como sinalização, monitoramento de informações de posicionamento e triagem de informações de posicionamento, são eficazes para a análise geoespacial de trabalhos cooperativos na AIE. Em conclusão, podemos aumentar os valores dos fluxos de informação aumentando ações efetivas para trabalhos cooperativos usando o design de sistemas orientados à AIE. Experimentos de campo reais devem ser seguidos em nosso plano." Tetsuya Kusuda , Tetsuro Ogi, Geospatial analysis of cooperative works on asymmetric information environment, Proceedings of the 2010 international conference on Computational Science and Its Applications, March 23-26, 2010, Fukuoka, Japan[6]
2. Abstract: "A inteligência coletiva é uma forma de inteligência que surge da colaboração e coordenação de muitos agentes individuais. Um grupo de atores realizando comportamentos simples e interagindo com colegas do grupo e com o meio ambiente geralmente produz comportamentos globais que parecem inteligentes. Compreender o surgimento de comportamentos coletivos inteligentes nos sistemas sociais, como normas e convenções, organizações de nível superior, sabedoria coletiva e evolução da cultura a partir de interações locais simples e previsíveis; tem sido uma importante questão de pesquisa há décadas. Modelagem baseada em agentes de comportamentos sociais complexos, simulando unidades sociais como agentes e modelando suas interações; fornece uma nova abordagem generativa para entender a dinâmica do surgimento de comportamentos de inteligência coletiva. Neste artigo, apresentamos um relato analítico da natureza, forma e dinâmica da inteligência coletiva, seguido por alguns de nossos trabalhos experimentais sobre evolução da inteligência coletiva. O artigo conclui com uma breve discussão dos resultados e implicações relevantes para o design de sistemas para alcançar a inteligência coletiva desejada." Vivek Kumar Singh , Divya Gautam , Rishi Raj Singh , Ashok K. Gupta, Agent-Based Computational Modeling of Emergent Collective Intelligence, Proceedings of the 1st International Conference on Computational Collective Intelligence. Semantic Web, Social Networks and Multiagent Systems, October 05-07, 2009, WrocBaw, Poland[7]
3. Abstract: "Os sistemas evolutivos coletivos têm atraído considerável atenção nos últimos tempos. Uma razão para isso são os avanços na segunda geração de desenvolvimento e design da web. Isso levou ao surgimento de comunidades e aplicativos baseados na Web, como sites de redes sociais e blogs. O comportamento coletivo do sistema depende muito do desempenho e dos aspectos de raciocínio dos agentes. Embora a lógica do conhecimento tenha sido extensivamente estudada, sua aplicação a domínios em sistemas coletivos ainda não foi ilustrada. Neste artigo, analisamos alguns domínios evolutivos significativos, caracterizados por aspectos coletivos e evolutivos, como observabilidade parcial, distribuição, compartilhamento, coordenação e mobilidade. Mostramos como o conhecimento nesses domínios pode ser efetivamente modelado usando ELMA, que é uma extensão de uma lógica epistêmica existente com a noção de espaço e contenção, que envolve os conceitos de grupo e colaboração. A necessidade e as características de mecanismos apropriados de raciocínio e planejamento para o ambiente evolutivo coletivo também são discutidas." Rajdeep Niyogi , Alfredo Milani, Modeling Agents' Knowledge in Collective Evolutionary Systems, Proceedings of the International Conference on Computational Science and Its Applications: Part I, June 29-July 02, 2009, Seoul, Korea[8]
4. Abstract: "Usando um modelo de teoria dos jogos combinado com o modelo evolutivo, investigamos as condições sob as quais as regras de interação desejáveis irão evoluir e sustentar em vários ambientes de interação social. A direção da pesquisa a seguir é entender como a estrutura de interação, a topologia da rede, determina o caminho da dinâmica evolutiva. Para o surgimento de resultados desejáveis no nível macroscópico, os padrões de interação social são críticos. Concluímos que o resultado eficiente e justo surge relativamente rápido nas redes simétricas, onde cada agente joga o jogo com o mesmo número de jogadores. Em redes simétricas, os agentes parecem reconhecer facilmente a possibilidade de um comportamento coordenado de fazer curvas ou alternar a reciprocidade como um meio de gerar um resultado eficiente e justo." Akira Namatame , Hiroshi Sato, Symmetric networks foster to evolve desirable turn-taking rules in dispersion games, Proceedings of the Eleventh conference on Congress on Evolutionary Computation, p.514-521, May 18-21, 2009, Trondheim, Norway[9]
5. Abstract: "Difusão é o processo no qual a introdução bem-sucedida de novos produtos e práticas na sociedade, juntamente com a invenção. Existem muitos estudos sobre a difusão de inovações individuais e exibem alguns pontos em comum, como a famosa curva de difusão em forma de S. Novas idéias, produtos e inovação geralmente levam tempo para se difundir, fato que é frequentemente atribuído a alguma forma de heterogeneidade entre as pessoas. Então, um quebra-cabeça básico apresentado pela difusão da inovação é o motivo pelo qual geralmente há um longo atraso entre a primeira aparição de uma inovação e o momento em que um número substancial de pessoas a adotou. Existe uma extensa literatura teórica e empírica sobre esse fenômeno e os mecanismos que podem dar origem a ele. O processo de difusão aprimora uma inovação por meio do feedback de informações sobre sua utilidade em diferentes usuários que podem ser usados para aprimorá-la. Esse aspecto é semelhante ao loop micro-macro, que é parte essencial da dinâmica emergente." Akira Namatame , Hiroshi Morita , Kazuyuki Matsuyama, Agent-based modeling for the study of diffusion dynamics, Proceedings of the 2009 Spring Simulation Multiconference, March 22-27, 2009, San Diego, California[10]
6. Abstract: "O estudo dos sistemas de inteligência coletiva (IC) está ganhando cada vez mais interesse em vários domínios de pesquisa e aplicação. Esses domínios variam de áreas de pesquisa existentes, como redes de computadores e robótica coletiva, a áreas futuras de computação baseada em agentes e baseada em insetos; incluindo também aplicativos na internet e em jogos e filmes. Os sistemas de IC são complexos por natureza e (1) são efetivamente adaptáveis em ambientes incertos e desconhecidos, (2) podem se organizar de forma autônoma e (3) apresentam comportamento 'emergente'. Entre outros, sistemas multi-agente, sistemas adaptativos complexos, inteligência de enxame e sistemas auto-organizados são considerados tais sistemas. O crescimento selvagem e explosivo dos estudos de pesquisa de sistemas de CI ainda não levou a uma abordagem sistemática para o design de modelos desses tipos de sistemas. Embora tenha havido esforços recentes na questão do design do sistema (a trajetória completa do design, desde a identificação dos requisitos do sistema até a implementação), o problema de escolher e especificar um bom modelo de um sistema de IC é geralmente feito de forma implícita e, às vezes, até completamente ignorada. O objetivo deste artigo é chamar a atenção para o fato de que o design do modelo é uma parte essencial e integrante do design do sistema. Apresentamos uma abordagem construtiva para projetar, construir e testar sistematicamente modelos de sistemas de CI. Como a simulação geralmente é usada como uma maneira de pesquisar sistemas de IC, focamos particularmente nos modelos que podem ser usados para simulação. Além disso, mostramos que não é necessário reinventar a roda: aqui, mostramos como os modelos e algoritmos existentes podem ser usados para o design do modelo de IC. A abordagem é ilustrada por meio de dois exemplos de estudos em um jogo multi-jogador (semiautomático) e robótica colaborativa." Martijn C. Schut, On model design for simulation of collective intelligence, Information Sciences: an International Journal, v.180 n.1, p.132-155, January, 2010[11]